# 洽湾胡氏宗祠
洽湾胡氏宗祠位于中国江西省抚州市南丰县洽湾镇洽湾村西南角，码口街西侧，是古镇最具代表性的古建。坐北朝南，前临沧浪河，背靠茅蓬山（毛公山）。

## 历史
洽湾胡氏宗祠开工于明万历三十六年（1608年），至万历四十八年（1620年）建成，天启三年（1623年）全部竣工。

## 建筑
洽湾胡氏宗祠气势恢宏，占地面积1600平方米，横宽35米，进深53米，前后三进两天井格局，共有256根立柱。并列三座大门，面阔7间，外八字形，有石狮、抱鼓石。上厅是胡氏家庙，供奉历代祖宗牌位。中厅为议事大厅，宽大开阔，两边墙上有“忠孝廉节”四个大字，安有五块进士匾、八块寿匾、胡氏家训十二条以及胡氏传代字派。下厅前天井中有明代丹桂 。
宗祠两侧，右有仁寿宫、关帝殿，左有季仁祠、信房祠。
洽湾胡氏宗祠保存着一块明代批准修建的圣旨碑，长90厘米，宽45厘米。

## 保护
2018年3月9日，洽湾胡氏宗祠（含胡氏宗祠、仁寿宫）公布为第六批江西省文物保护单位，编号6-3-063。